# Gaslicht und Schatten
Gaslicht und Schatten ist ein britisches Kostümfilmmelodram aus dem Jahre 1944 von Anthony Asquith mit Phyllis Calvert, James Mason und Stewart Granger in den Hauptrollen. Die Geschichte basiert auf dem Roman Fanny by Gaslight (1940) von Michael Sadleir.

## Handlung
London, 1870. Die junge Fanny Hopwood und ihre beste Freundin Lucy Beckett spielen mit einem Ball auf der Straße, als dieser in einen Keller fällt. Als sie ihn zurückholen will, entdeckt Fanny im Keller des Hauses ihres Vaters William Hopwood ein Weinlokal mit angeschlossenem Bordell namens „The Hopwood Shades“. Diese Entdeckung veranlasst ihre Eltern, sie auf ein Internat zu schicken, kurz nachdem Fanny ein mysteriöses Geburtstagsgeschenk von einem gewissen Clive Seymore erhalten hat. Zehn Jahre später kehrt Fanny nach Hause zurück, aber die glückliche Atmosphäre wird durch einen Vorfall erschüttert, als ein hochwohlgeborener Lebemann namens Lord Manderstoke sich seinen Weg in The Hopwood Shades freikämpft. Als man ihn hinauswerfen will, kommt es zu einer Schlägerei, die damit endet, dass der alte Hopwood unter die Räder einer nahenden Pferdekutsche gerät und dabei ums Leben kommt. Bei der anschließenden polizeilichen Untersuchung wird Manderstoke entlastet, stattdessen wird die Familie dazu genötigt, ihr Etablissement zu schließen. Dem eigenen Tode nah, schickt Mrs. Hopwood ihre Fanny zu jenem mysteriösen Clive Seymore von einst, wo sie fortan leben solle. Seymore gehört als Minister der britischen Regierung an und ist im Übrigen Fannys leiblicher Vater. Da diese Enthüllung zu einem handfesten Skandal führen würde, muss Fanny im Haus ihres Erzeugers das Leben einer Angestellten führen: Man stellt Fanny kurzerhand als Dienstmädchen und Zofe ein.
Während sie für Seymore arbeitet, lernt sie dessen Sekretär Harry Somerford kennen, und es entwickelt sich zwischen den beiden eine gegenseitige Zuneigung, obwohl Harry den Eindruck hat, dass Fanny Seymores Geliebte sein müsse, zumal beider Verhältnis zueinander, wie man damals wohl gesagt hätte, sich nicht schickt. Seymores Frau Alicia hat denselben Eindruck wie Harry und beschließt, dies als Hebel zu nutzen, um eine Scheidung von Seymore zu erzwingen, denn sie hat eine glühende Affäre mit dem angesehenen Lord Manderstoke. Als Seymore unter Druck gerät, sieht er sich gezwungen, seine wahre Beziehung zu Fanny zu offenbaren, woraufhin Alicia in Zusammenarbeit mit ihrem Geliebten Manderstoke droht, ihn wegen dieser Vaterschaft eines unehelichen Kindes öffentlich bloßzustellen – eine Denunziation, die seine politische Karriere beenden würde. Seymore sieht sich in einem Teufelskreis gefangen und bringt sich daraufhin um. Fanny muss fluchtartig ihr Heim verlassen und nimmt einen Job in einer Arbeiterkneipe an, wo sich überwiegend raue Gestalten tummeln. Dort wird sie von Harry aufgespürt, und die beiden verlieben sich ineinander, auch wenn Somerfords weibliche Verwandte massive Einwände gegen diese Verbindung zweier Menschen aus gesellschaftlich unterschiedlichen Klassen hervorbringen. Man befürchtet, dass eine Liaison zwischen einem Herrn der Upper Class und einem einfachen, unehelichen Mädchen Harrys Reputation zerstören könnte.
Somerford ist dies alles egal; er weiß, dass er Fanny liebt. Und so ist er bereit, alle Bedenken der Anderen Fanny gegenüber geflissentlich zu ignorieren. Doch Fanny möchte nicht, dass er sein Leben und seine Karriere ihr zuliebe zerstört und verlässt ihn heimlich. In einem leicht anrüchigen Tanzetablissement stoßen Fanny und ihre Jugendfreundin Lucy eines Tages erneut auf den unsympathischen und intriganten Lord Manderstoke, der sich als ziemlich schmierige Type erweist. Als dieser übergriffig zu werden droht, taucht im rechten Augenblick Harry auf, der sich als der chevalereske Gentleman erweist, der er tatsächlich auch ist. Nun ist Fanny und Harry völlig klar, dass sie zusammengehören. Beide reisen eines Tages nach Paris, wo sie zufällig Lucy als Tänzerin wiedersehen. Bei ihrem Besuch hinter der Bühne stoßen sie erneut auf Lord Manderstoke, der inzwischen Lucys Geliebter geworden ist. Nachdem Harry ihm voller Verachtung ein Glas Champagner ins Gesicht geschüttet hat, um seiner Abscheu Ausdruck zu verleihen, wird er vom Lord zu einem Duell herausgefordert. Harry und Manderstoke duellieren sich im Morgengrauen mit Pistolen. Dabei wird Manderstoke getötet, aber Harry bleibt schwer verwundet zurück. An seinem Krankenbett stellt sich heraus, dass Fanny und Harry Geschwister sind, und nur diese Art der Liebe beide so starkgemacht hat und Harry überdies die Kraft geben wird, vollständig zu genesen.

## Produktionsnotizen
Gaslicht und Schatten wurde im Mai 1944 uraufgeführt. Die deutsche Premiere (Original mit Untertitel) fand am 16. November 1945 statt, die deutsch synchronisierte Fassung lief am 4. Oktober 1946 an. In der DDR fand die Uraufführung am 10. Februar 1961 unter dem Titel Fanny statt.
John Bryan entwarf die Filmbauten, Elizabeth Haffenden sorgte für die Kostüme. Jack Asher war einfacher Kameramann. Louis Levy übernahm die musikalische Leitung.
Gaslicht und Schatten war im Uraufführungsjahr 1944 der nach David Leans Wunderbare Zeiten zweiterfolgreichste Film Großbritanniens.

## Wissenswertes
In der zweiten Hälfte des Zweiten Weltkriegs entwickelte sich die produzierende Filmgesellschaft Gainsborough Pictures, beginnend mit Der Herr in Grau, zur bedeutendsten Firma, wenn es darum ging, opulente Kostümdramen und tränenreiche Liebesschnulzen herzustellen. Fast alle von Gainsborough in den 1940er Jahren entstandenen Streifen, die nahezu durchgehend unmittelbar nach Kriegsende auch auf dem deutschen Markt herausgebracht wurden, entwickelten sich – „obwohl die  Kritik mit Verachtung über sie schrieb“, wie Jörg Helbig erinnerte – zu großen Kassenmagneten in Europa, bisweilen auch auf dem US-amerikanischen Markt und brachten zudem zahlreiche Filmstars hervor, allen voran Margaret Lockwood, James Mason, Patricia Roc, Phyllis Calvert und Stewart Granger. Zu Gainsboroughs größten Erfolgen zählen Gaslicht und Schatten, Madonna der sieben Monde, Cornwall Rhapsodie, Die Frau ohne Herz, Drei Ehen, Gefährliche Reise und Paganini.

## Kritiken
“Es sind wieder einmal drei große britische Mimen, die dem viktorianischen Melodram Gaslicht und Schatten die Würze geben: James Mason, Phyllis Calvert und Stewart Granger. James Mason glänzt wieder einmal als gewissenloser Bösewicht mit leicht diabolischen Zügen. (…) Alles ein wenig schwülstig aufbereitet.”
Das Lexikon des Internationalen Films urteilt: „Unterhaltsames Kostümmelodram aus dem viktorianischen England. (…) James Mason brilliert in seiner Standardrolle als gewissenloser Bonvivant.“
Der Movie & Video Guide fand, dieser Streifen, der in den USA unter Man of Evil lief, sei ein „ausgeklügelter aber schwerfälliger Film“ und überdies „übertrieben und nicht sehr effektiv“.
Halliwell‘s Film Guide sah hier ein „hochkarätiges viktorianisches Melodram … kompromisslos … und mit einem ziemlich hohen Budget für seine Zeit“.